# Четвърта софийска въстаническа бригада
Четвърта софийска въстаническа бригада е подразделение на Първа Софийска въстаническа оперативна зона на НОВА по време на партизанското движение в България (1941-1944). Действа в района северозападно от София.
Четвърта софийска въстаническа бригада е създадена през юни 1944 г. Обединява III- и батальон от Партизанска бригада „Чавдар“ и Ихтиманския партизански отряд. Наричана е още Втора Партизанска бригада „Чавдар“. Командир е Стефан Халачев, политкомисар Владимир Калайджиев.
На 22 юли 1944 г. овладява с. (дн. гр.) Якоруда, Разложко. Завземат общината, гарата, полицейския участък и лесничейството. Унищожават данъчните и реквизиционни списъци. Задържат пътнически плак, в който пътуват много войници и се снабдяват с оръжие. 
Участва в установяването на властта на ОФ в с. Чурек на 8 септември и София на 9 септември 1944 г.